# The Insider (site)
O Insider é uma publicação online especializada em jornalismo investigativo, verificação de fatos e exposição de notícias falsas. Foi fundada pelo jornalista russo independente Roman Dobrokhotov. A publicação opera sites em russo e inglês, além de um canal no Telegram, uma conta no Instagram, duas contas no TikTok e dois canais no YouTube: um para programas no ar e outro para conteúdo de vídeo editado.

## História
Fundado em novembro de 2013 por Roman Dobrokhotov, membro do movimento Solidarnost e jornalista liberal-democrata e ativista político, o escritório editorial do The Insider fica em Riga, Letônia.
Entre os seus sucessos mais notáveis, o The Insider identificou os agentes do FSB responsáveis pelo envenenamento do líder da oposição russa Alexei Navalny, Vladimir Kara-Murza, o escritor Dmitry Bykov, o político Nikita Isaev, e outros.
O Insider foi a primeira publicação a vincular o grupo de hackers Fancy Bear (APT28) à Unidade GRU 26165 em 2016.

## Perseguição na Rússia
Em 23 de julho de 2021, o Ministério da Justiça da Rússia adicionou The Insider à sua lista de agentes estrangeiros de "meios de comunicação estrangeiros desempenhando as funções de um agente estrangeiro". Em 14 de dezembro de 2021, um tribunal em Moscou ordenou que o estabelecimento pagasse 1 milhão de rublos. Em 15 de julho de 2022, a publicação foi proibida na Rússia, assim como o Bellingcat. Após essa restrição, qualquer cidadão russo que ajudar o Bellingcat ou o The Insider poderá enfrentar processo criminal; ele também ficará impedido de citar suas publicações. O gabinete do Procurador-Geral da Rússia disse que eles foram proibidos por "representarem uma ameaça à segurança da Federação Russa".